# 鳥越皓之
鳥越 皓之（とりごえ ひろゆき、1944年4月5日 - ）は、日本の社会学者、民俗学者。早稲田大学名誉教授。大手前大学比較文化研究科教授・学長。専門は環境社会学、環境民俗学、文化人類学。「生活環境主義」という環境の理論で知られている。
コミュニティ、まちづくり、景観論、地域自治会、NPOなどの研究者。吉野山の桜や民間信仰についての民俗、歴史的分析もみられる。また、琵琶湖、霞ヶ浦など水利用に関わる国内の研究のほかにイギリスやグアテマラ、中国の湖など、海外を対象とした研究論文も多い。地域自治会の研究で賞で福武直賞。2025年、瑞宝中綬章受章。
環境社会学会会長、日本村落研究学会会長、日本社会学会会長（2012-2015）、日本生活文化史学会会長を歴任。
父は宗教史・歴史学の鳥越憲三郎。

## 来歴
沖縄県今帰仁村に生まれる。
1969年に東京教育大学文学部史学科（民俗学）を卒業し、同大学院文学研究科社会学専攻に進む。1975年に博士課程を単位取得満期退学した。
1983年、「トカラ列島社会の研究 年令階梯制と土地制度」で文学博士の学位を筑波大学より取得した。
佛教大学講師、桃山学院大学助教授、関西学院大学社会学部教授、筑波大学大学院人文社会科学研究科教授、早稲田大学人間科学学術院教授を経て、2015年4月から大手前大学総合文化学部教授・副学長となる。2016年4月から2022年3月まで学長を務めた。
関西学院大学の副学長を務めていた1995年に、阪神・淡路大震災が起こった。震災当初、学長が出張で不在であったため、副学長であった鳥越が陣頭指揮を執って対処に当たった。関学は被災地において最も大きな私立大学であり、当時は約1万3千人の学生を抱えていた。震災によって学生、教職員からも多数の死者を出すとともに、震災直後の時点で路頭に迷った学生の数は推定2千人に上った。しかし、多くの関係者の相互協力により、危機を非常にうまく乗り切ることができた。

## 著書

### 単著
- 『最後の丸木舟―海の文化史』樋口健二写真(御茶の水書房、1981年)
- 『トカラ列島社会の研究―年齢階梯制と土地制度』 (御茶の水書房、1982年)
- 『家と村の社会学 (世界思想ゼミナール)』 (世界思想社、1985年)
- 『沖縄ハワイ移民一世の記録』 (中公新書、1988年)
- 『民俗学を学ぶ人のために』(世界思想社、1989年)
- 『家と村の社会学』(世界思想社、1993年)
- 『地域自治会の研究―部落会・町内会・自治会の展開過程』 (ミネルヴァ書房、関西学院大学研究叢書、1994年)
- 『試みとしての環境民俗学―琵琶湖のフィールドから』(雄山閣出版、1994年)
- 『環境とライフスタイル』(有斐閣アルマ、1996年)
- 『環境社会学の理論と実践―生活環境主義の立場から』(有斐閣、1997年)
- 『環境社会学 (放送大学教材)』 (放送大学教育振興会、1999年)
- 『柳田民俗学のフィロソフィー』 (東京大学出版会、2002年)
- 『花をたずねて吉野山―その歴史とエコロジー』 (集英社新書、2003年)
- 『環境社会学―生活者の立場から考える』 (東京大学出版会、2004年)
- 『「サザエさん」的コミュニティの法則』(日本放送出版協会、生活人新書、2008年)
- 『水と日本人』（岩波書店、2012年）
- 『琉球国の滅亡とハワイ移民』（吉川弘文館、2013年）
- 『歳をとってもドンドン伸びる英語力 ノウハウ力を活かす勉強のコツ』（新曜社 2016）
- 『自然の神と環境民俗学』（岩田書院、2017）
- 『地元コミュニティの水を飲もうーポストコロナ時代のまちづくり構想』（東信堂、2021）
- 『村の社会学』（ちくま新書、2023）

### 共著、編著
- 嘉田由紀子 『水と人の環境史―琵琶湖報告書 (御茶の水書房、1984年)
- 桜井厚、嘉田由紀子、大西行雄、松田素二『環境問題の社会理論―生活環境主義の立場から』(御茶の水書房、1989年)
- 嘉田由紀子共編『水と人の環境史―琵琶湖報告書』 (1989年)
- 『景観の創造―民俗学からのアプローチ (講座 人間と環境)』編、昭和堂、1999年)
- 『環境ボランティア・NPOの社会学 (シリーズ環境社会学)』編、新曜社、2000年)
- 片桐新自『歴史的環境の社会学 (シリーズ環境社会学)』(新曜社、2000年)
- 飯島伸子、長谷川公一、舩橋晴俊 『講座 環境社会学〈第1巻〉環境社会学の視点』(有斐閣、2001)
- 『講座 環境社会学〈第3巻〉自然環境と環境文化』編、有斐閣、2001年)
- 宮内泰介、井上真『コモンズの社会学―森・川・海の資源共同管理を考える (シリーズ環境社会学)』(新曜社、2001年)
- 野尻武敏、ハンス・H. ミュンクナー、山崎正和『現代社会とボランティア』(ミネルヴァ書房、2001年)
- 陣内秀信、嘉田由紀子、沖大幹『里川の可能性―利水・治水・守水を共有する』(新曜社、2006年)
- 『むらの社会を研究する―フィールドからの発想』 (日本村落研究学会編、農山漁村文化協会、2007年)
- 『景観形成と地域コミュニティ 地域資本を増やす景観政策』家中茂, 藤村美穂共著　農山漁村文化協会　2009
- 『よくわかる環境社会学』帯谷博明共編著　ミネルヴァ書房　2009　やわらかアカデミズム・〈わかる〉シリーズ
- 『霞ヶ浦の環境と水辺の暮らし パートナーシップ的発展論の可能性』編著（早稲田大学出版部、2010年）
- 小林久、海江田秀志、泊みゆき、山崎淑行、古谷桂信『地域の力で自然エネルギー! (岩波ブックレット)』（岩波書店、2010年）
- 『環境の日本史5　自然利用と破壊――自然利用と破壊-近現代と民俗』編著（吉川弘文館、2013年）
- 中村良夫と共編『風景とローカル・ガバナンス――春の小川はなぜ失われたのか』（早稲田大学出版部、2014年）
- 金子勇との共編『現場から創る社会学理論』(ミネルヴァ書房、2017)
- 足立重和・金菱清との共編『生活環境主義のコミュニティ分析』（ミネルヴァ書房、2018）
- 『原発災害と地元コミュニティ』（東信堂、2018）
- Daisuke Yamamotoとの共編　Everyday Life-Environmentalism（Routledge　2024)